# Кучерук Владислав Вікторович
Владисла́в Ві́кторович Кучеру́к (14 лютого 1999, Вінниця) — український футболіст, воротар луганської «Зорі». Чемпіон світу (2019) у складі збірної України U-20.

## Клубна кар'єра
Займатися футболом розпочав у ДЮСШ «Поділля» (Хмельницький), згодом продовжив навчання у клубній академії київського «Динамо».
1 червня 2015 року уклав контракт з «Динамо» (Київ). У складі команди U-17 за підсумками чемпіонату ДЮФЛУ сезону 2015/2016 років був визнаний найкращим воротарем України.
13 березня 2016 року в рамках чемпіонату України U-19 дебютував за «біло-синіх» у матчі проти донецького «Шахтаря» (4:1). На 90-й хвилині матчу з пенальті пропустив свій перший гол.
Так і не зігравши жодної гри за першу команду киян, у вересні 2020 року Кучерук був відданий в оренду в «Колос» (Ковалівка)

## Виступи за збірну
У 2019 році у складі збірної України U-20 став чемпіоном світу на молодіжному чемпіонаті, що проходив у Польщі.
Зіграв 2 матчі за молодіжну збірну України.

## Нагороди
- Орден «За заслуги» III ст. (2019)[2]